# Saint-Martin-de-la-Lieue
 Saint-Martin-de-la-Lieue  es una población y comuna francesa, situada en la región de Baja Normandía, departamento de Calvados, en el distrito de Lisieux y cantón de Lisieux-2.

## Demografía
| 543 | 597 | 607 | 906 | 951 | 878 |
| Para los censos de 1962 a 1999 la población legal corresponde a la población sin duplicidades (Fuente: INSEE [Consultar]) |     |     |     |     |     |